# Letnie Mistrzostwa Finlandii w Skokach Narciarskich 2015
Letnie Mistrzostwa Finlandii w Skokach Narciarskich – zawody o mistrzostwo Finlandii w skokach narciarskich na igelicie, które odbyły się w dniach 19-20 września 2015 roku na skoczni Hyppyrimäki w Vuokatti.
W rozegranym 19 września konkursie drużynowym na normalnej skoczni zwyciężyła drużyna Lahden Hiihtoseura, przed Ounasvaaran Hiihtoseura, i Kuusamon Erä-Veikot. Natomiast dzień później w konkursie indywidualnym najlepszy okazał się Janne Ahonen, srebrny medal zdobył Ville Larinto, a brązowy Jarkko Määttä.

## Wyniki

### Konkurs drużynowy mężczyzn na normalnej skoczni (Vuokatti, 19.09.2015)
| Miejsce | Klub                    | Zawodnik         | Skok 1 | Skok 2 | Nota zespołu |
| ------- | ----------------------- | ---------------- | ------ | ------ | ------------ |
| 1.      | Lahden Hiihtoseura I    | Ossi-Pekka Valta | 94,0   | 86,5   | 919,0        |
| 1.      | Lahden Hiihtoseura I    | Frans Tähkävuori | 90,5   | 88,0   | 919,0        |
| 1.      | Lahden Hiihtoseura I    | Ville Larinto    | 92,0   | 91,0   | 919,0        |
| 1.      | Lahden Hiihtoseura I    | Janne Ahonen     | 94,5   | 95,5   | 919,0        |
| 2.      | Ounasvaaran Hiihtoseura | Juuso Heikkinen  | 77,0   | 75,0   | 762,0        |
| 2.      | Ounasvaaran Hiihtoseura | Andreas Alamommo | 93,5   | 88,0   | 762,0        |
| 2.      | Ounasvaaran Hiihtoseura | Harri Olli       | 83,5   | 84,0   | 762,0        |
| 2.      | Ounasvaaran Hiihtoseura | Anselmi Ilola    | 86,5   | 76,0   | 762,0        |
| 3.      | Kuusamon Erä-Veikot     | Juho Ojala       | 95,5   | 89,0   | 729,5        |
| 3.      | Kuusamon Erä-Veikot     | Kalle Heikkinen  | 67,0   | 64,0   | 729,5        |
| 3.      | Kuusamon Erä-Veikot     | Ville Heikkinen  | 70,0   | 68,0   | 729,5        |
| 3.      | Kuusamon Erä-Veikot     | Lauri Asikainen  | 96,0   | 97,5   | 729,5        |
| 4.      | Lahden Hiihtoseura II   | Aapo Lehtinen    | 80,0   | 80,5   | 672,5        |
| 4.      | Lahden Hiihtoseura II   | Joni Markkanen   | 74,0   | 78,0   | 672,5        |
| 4.      | Lahden Hiihtoseura II   | Riku Tähkävuori  | 77,5   | 81,5   | 672,5        |
| 4.      | Lahden Hiihtoseura II   | Niko Kytösaho    | 81,0   | 73,5   | 672,5        |
| 5.      | Puijon Hiihtoseura      | Juha Miettinen   | 81,0   | 77,5   | 664,0        |
| 5.      | Puijon Hiihtoseura      | Juho Virrantalo  | 80,5   | 74,0   | 664,0        |
| 5.      | Puijon Hiihtoseura      | Eetu Nousiainen  | 69,5   | 68,5   | 664,0        |
| 5.      | Puijon Hiihtoseura      | Ilkka Herola     | 87,5   | 82,0   | 664,0        |
| 6.      | Jyväskylän Hiihtoseura  | Eero Hirvonen    | 87,5   | 82,0   | 618,0        |
| 6.      | Jyväskylän Hiihtoseura  | Lasse Moilanen   | 75,0   | 78,0   | 618,0        |
| 6.      | Jyväskylän Hiihtoseura  | Arttu Plander    | 66,0   | 61,5   | 618,0        |
| 6.      | Jyväskylän Hiihtoseura  | Eetu Meriläinen  | 78,0   | 74,0   | 618,0        |
| 7.      | Lahden Hiihtoseura III  | Leevi Mutru      | 80,5   | 80,5   | 595,0        |
| 7.      | Lahden Hiihtoseura III  | Mico Ahonen      | 62,5   | 60,0   | 595,0        |
| 7.      | Lahden Hiihtoseura III  | Marko Ipunen     | 80,0   | 70,5   | 595,0        |
| 7.      | Lahden Hiihtoseura III  | Sebastian Klinga | 75,0   | 84,0   | 595,0        |

### Konkurs indywidualny mężczyzn na normalnej skoczni (Vuokatti, 20.09.2015)
| Miejsce | Zawodnik                  | Klub                    | Skok 1 | Skok 2 | Punkty |
| ------- | ------------------------- | ----------------------- | ------ | ------ | ------ |
| 1.      | Janne Ahonen              | Lahden Hiihtoseura      | 97,5   | 99,0   | 263,0  |
| 2.      | Ville Larinto             | Lahden Hiihtoseura      | 100,5  | 94,5   | 256,0  |
| 3.      | Jarkko Määttä             | Kainuun Hiihtoseura     | 96,0   | 96,0   | 253,5  |
| 4.      | Lauri Asikainen           | Kuusamon Erä-Veikot     | 99,5   | 95,0   | 253,0  |
| 5.      | Ilkka Herola              | Puijon Hiihtoseura      | 88,0   | 95,0   | 229,0  |
| 6.      | Elias Vänskä              | Lieksan Hiihtoseura     | 91,0   | 91,5   | 227,5  |
| 7.      | Juho Ojala                | Kuusamon Erä-Veikot     | 89,0   | 92,5   | 226,0  |
| 8.      | Frans Tähkävuori          | Lahden Hiihtoseura      | 91,0   | 90,0   | 224,5  |
| 9.      | Antti Aalto               | Kiteen Urheilijat       | 93,5   | 87,0   | 224,0  |
| 10.     | Harri Olli                | Ounasvaaran Hiihtoseura | 86,0   | 91,0   | 215,5  |
| 11.     | Ossi-Pekka Valta          | Lahden Hiihtoseura      | 88,0   | 87,0   | 211,0  |
| 12.     | Joonas Ikonen             | Siilinjärven Ponnistus  | 86,5   | 87,5   | 210,5  |
| 13.     | Eetu Meriläinen           | Jyväskylän Hiihtoseura  | 88,0   | 83,5   | 204,5  |
| 14.     | Andreas Alamommo          | Ounasvaaran Hiihtoseura | 88,0   | 82,0   | 200,0  |
| 15.     | Anselmi Ilola             | Ounasvaaran Hiihtoseura | 86,5   | 82,5   | 198,5  |
| 16.     | Riku Tähkävuori           | Lahden Hiihtoseura      | 83,0   | 86,0   | 195,5  |
| 17.     | Sebastian Klinga          | Lahden Hiihtoseura      | 90,5   | 75,5   | 193,5  |
| 18.     | Juha Miettinen            | Puijon Hiihtoseura      | 84,0   | 83,0   | 193,0  |
| 19.     | Niko Kytösaho             | Lahden Hiihtoseura      | 81,0   | 84,0   | 188,5  |
| 20.     | Aapo Lehtinen             | Lahden Hiihtoseura      | 80,5   | 82,0   | 181,5  |
| 21.     | Janne Korhonen            | Lieksan Hiihtoseura     | 87,5   | 76,0   | 181,0  |
| 22.     | Lauri-Matias Ala-Talkkari | Lapuan Virkiä           | 79,0   | 81,0   | 176,0  |
| 23.     | Marcus Torni              | Kiteen Urheilijat       | 76,5   | 80,5   | 170,0  |
| 24.     | Juuso Heikkinen           | Ounasvaaran Hiihtoseura | 79,0   | 77,0   | 168,5  |
| 25.     | Matti Herola              | Puijon Hiihtoseura      | 81,0   | 74,0   | 163,5  |
| 26.     | Ville Korhonen            | Lieksan Hiihtoseura     | 73,5   | 77,0   | 155,0  |
| 27.     | Roope Tuovila             | Kuusamon Erä-Veikot     | 73,0   | 77,0   | 154,0  |
| 28.     | Lasse Moilanen            | Jyväskylän Hiihtoseura  | 77,0   | 73,5   | 151,5  |
| 29.     | Marko Ipunen              | Lahden Hiihtoseura      | 75,0   | 75,0   | 149,5  |
| 30.     | Ville Heikkinen           | Kuusamon Erä-Veikot     | 69,0   | 72,5   | 134,5  |
| 31.     | Niilo Salo                | Jyväskylän Hiihtoseura  | 64,0   | 63,5   | 105,0  |
| 32.     | Olli Salmela              | Ounasvaaran Hiihtoseura | DNS    | 74,0   | 75,5   |